# Панникулит
Панникулит (от лат. panniculus adiposus «жировые отложения», -itis «воспаление») — группа гетерогенных воспалительных заболеваний, характеризующихся поражением подкожной жировой клетчатки и нередко протекающих с вовлечением в процесс опорно-двигательного аппарата и внутренних органов.

## Этиология и патогенез
Единая концепция этиологии и патогенеза панникулита отсутствует. Развитие панникулита провоцируют многие факторы, в том числе:
- инфекции (чаще всего)
- физические факторы (например, холод, травма)
- пролиферативные нарушения
- болезни соединительной ткани (например, системная красная волчанка, системный склероз)
- заболевания поджелудочной железы
- дефицит альфа-1-антитрипсина[4]
- прием некоторых лекарственных препаратов
- злокачественные новообразования[3]

Идиопатический панникулит носит название панникулита Вебера-Крисчена.

## Клинические признаки
Панникулит характеризуется образованием болезненных и эритематозных подкожных узлов, расположенных на конечностях и иногда на задней поверхности туловища, животе, груди, лице или ягодицах. Изредка узлы могут распространяться на кишечник, легкие, мошонку и череп. Панникулит могут сопровождать признаки системного воспаления.

## Диагностика
Диагноз обычно устанавливается на основании данных клинической картины и может быть подтвержден при помощи эксцизионной биопсии. Во время рецидивов отмечают существенное увеличение СОЭ, лейкоцитоз с преобладанием нейтрофилов, анемия, иногда протеинурия и увеличенное количество эритроцитов и лейкоцитов в осадке мочи, повышенная активность липазы в сыворотке крови (у больных с изменениями в поджелудочной железе).

## Лечение
Специфического лечения для панникулита не существует. Применяется противовспалительная терапия НПВС или (в тяжёлых случаях) глюкокортикоидами и иммуносупрессорами.